# Rudolf Friedrich Heinrich Magenau

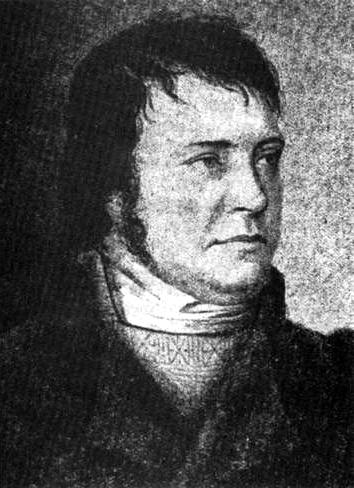
Rudolf Magenau

Rudolf Friedrich Heinrich Magenau (ab 1844 von Magenau)  (* 5. Dezember 1767 in Markgröningen; † 23. April 1846 in Hermaringen) war ein deutscher evangelischer Pfarrer, Schriftsteller und Heimatforscher.

## Familie
Rudolf Magenau war der Sohn des Stadtschreibers und Notars Jacob Friedrich Magenau (1744–1783) in Markgröningen und der Eberhardine Rosine Andler (1743–1805). Er heiratete 1794 in Niederstotzingen Henriette Friederike Wilhelmine Hagmaier (1758–1826), sie hatten acht Kinder. Zwei ihrer Söhne waren der Schultheiß und Landtagsabgeordnete Eberhard August Magenau und der Oberamtmann Jacob Friedrich von Magenau.

## Leben und Werk

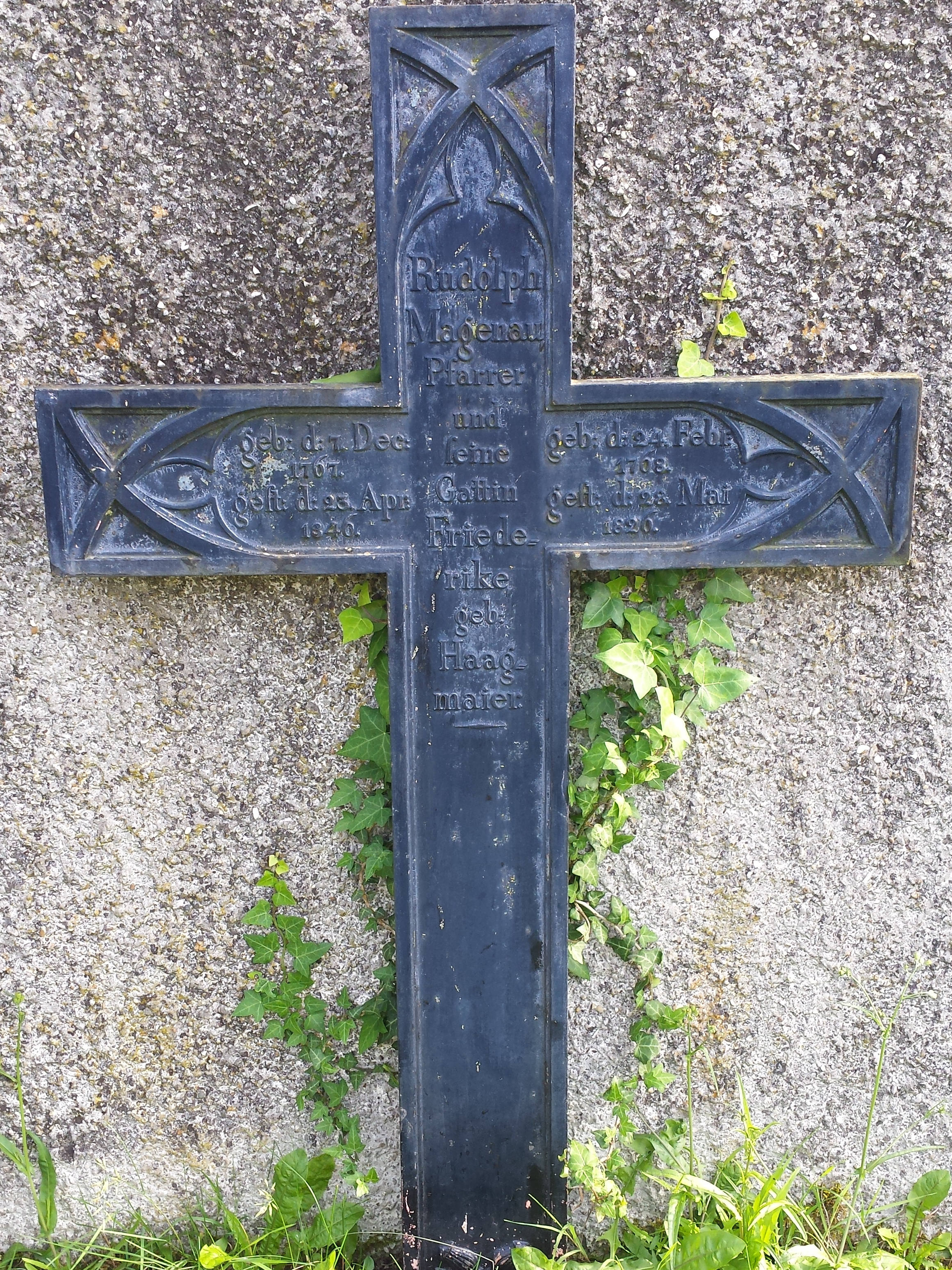
Grabkreuz von Rudolf Magenau und seiner Frau Friederike auf dem Hermaringer Friedhof

Er besuchte die Lateinschulen in Markgröningen und Ehingen und die Klosterschulen in Denkendorf und Maulbronn. Ab 1786 studierte er am Tübinger Stift Theologie. 1791 schloss er das Studium ab und wurde Hauslehrer und Vikar in Markgröningen. 1794 übernahm er die Pfarrei Niederstotzingen und 1819 die Pfarrei Hermaringen, der er bis zu seinem Tod vorstand.
Magenau war mit Friedrich Hölderlin eng befreundet, der 1790 mit Magenau und Christian Ludwig Neuffer einen Dichterbund ins Leben rief.
Magenau veröffentlichte die erste als Buch gedruckte Sammlung schwäbischer Volkssagen (als Gedichte) und mehrere Arbeiten zur Heimatgeschichte des Brenzgaus.
Zudem war er Mitglied im Württembergischen Verein für Vaterlandskunde.
Sein Grab ist aufgelöst, das Kreuz steht im Hermaringer Friedhof an der Mauer entlang der Allewinder Straße.

## Werke (Auswahl)
- Wend-Unmuth, oder: Erzählungen, Satiren, Gedichte und Einfälle. Schmeisser, Oehringen 1788. (Digitalisat)
- Hymne an die Deutschen im Jahre 1814. Rollwagen, Augsburg 1814. (Digitalisat)
- Kurze Lebensbeschreibungen merkwürdiger Männer aus der Periode der Kirchen-Reformation nebst 280 Anekdoten aus dem Leben derselben. Steinkopf, Stuttgart 1816. (Digitalisat)
- M. Christ. Fried. Wittich: Pfarrer zur Walddorf im Königreiche Würtemberg in seinem Leben und Wirken. Steinkopf, Stuttgart 1818. (Digitalisat)
- Der Güssenberg und die Güssen. Ein Beitrag zur Kenntniß des Brenzthals und seiner Umgegend. Stettin, Ulm 1823. (Digitalisat.)
- Poetische Volks-Sagen und Legenden grössentheils aus Schwaben. Nebst andern Erzählungen und einem Gesange an die Najade des Brenzflusses. Franz Christian Löflund, Stuttgart 1825. (Digitalisat.)
- Historisch-topographische Beschreibung der Stadt Giengen an der Brenz. Ein Beitrag zur Kenntniß des Brenzthales, aus sichern Quellen zusammengetragen. Löflund, Stuttgart 1830. (Digitalisat)

## Ehrungen
1844 wurde Rudolf Magenau mit dem Ritterkreuz des Ordens der württembergischen Krone ausgezeichnet, welches mit dem persönlichen Adelstitel (Nobilitierung) verbunden war.
An ihn erinnert in Hermaringen der Name der Grundschule und einer Straße und in Niederstotzingen sowie in Markgröningen der Name einer Straße.